# Larry Christiansen
Larry Mark Christiansen (27 de junio de 1956) es un Gran Maestro Internacional de ajedrez de Estados Unidos, que creció en Riverside, California. Fue campeón de Estados Unidos en 1980, 1983 y 2002. Describe su estilo de juego como "agresivo, táctico" y su defensa favorita es la defensa india de rey.
Christiansen mostró su excepcional calidad a una edad temprana. En 1971 se convirtió en el primer estudiante de secundaria en ganar el National High School Championship. Ganó tres Campeonatos Junior de Estados Unidos seguidos (1973, 1974 y 1975). En 1977, a la edad de 21 años, se convirtió en un Gran Maestro Internacional directamente, sin antes haber sido Maestro Internacional, un logro compartido solo por un puñado de ajedrecistas. Ganó el Torneo Internacional de Ajedrez Ciudad de Linares de 1981 venciendo a Anatoly Karpov. Ganó el abierto de Canadá en 2001.